# PEAR
PEAR (англ. PHP Extension and Application Repository — Сховище розширень і застосунків PHP) — це бібліотека класів PHP з відкритим сирцевим кодом, велике сховище програмного забезпечення, яке включає багато складових частин і в цілому призначене для розширення області застосування і підвищення надійності мови PHP. Завдяки PEAR розробники мають можливість швидше створювати програмне забезпечення, яке має розвинуту функціональність і разом з тим характеризується підвищеною надійністю.
Найкориснішим і широко відомим елементом репозиторія PEAR є передбачена в ньому система управління пакунками, яка дозволяє підвищити ступінь використання розробниками створеного раніше програмного забезпечення. Основною частиною цієї системи є оперативна база даних, яка складається з модулів коду і яка надає доступ всім охочим за допомогою автоматизованого процесу, ці модулі коду розширюють можливості мови PHP. Наприклад, модулі PEAR дозволяють програмістам звертатися за допомогою мови PHP до каталогів LDAP і відкривати файли в форматі Ogg Vorbis, не підготовлюючи самостійно додадкові класи для цих завдань. Програмісти, які застосовують пакунки PEAR, можуть сконцентрувати зусилля на вдосконаленні функціональних можливостей своїх розробок, а не витрачати час на вирішення проблем нижчого рівня.
PEAR — це не тільки репозиторій, але і цілий напрямок досліджень, в рамках якого створений набір правил, які торкаються того, як саме має писатися код. Ці правила можна розглядати, як посібник з хорошого стилю написання коду в PHP. Правила стилю кодування призначені для регламентації стилю модулів, які входять до складу репозиторія PEAR, але в дійсності цілком можуть бути розповсюджені на всі роботи, які виконані з допомогою мови PHP.

## Загальний опис репозиторію PEAR
В ході створення програм на мові PHP часто виникають однакові задачі, для яких потрібні готові бібліотеки функцій, які суттєво б їх спростили. В рамках проекту PEAR існує велика і постійно зростаюча бібліотека якісного, ретельно супроводжуваного і добре документованого коду PHP, який пройшов багато етапів контролю якості.
Створення проекту PEAR почалося в 1999 році, невдовзі після того, як з'явилася мова PHP. Цей проект був створений в рамках ініціативи, яку підтримує спільнота програмістів, і присвячений він створенню програм з відкритим сирцевим кодом, що призначені для вдосконалення мови PHP. Пакунки PEAR створюються на основі стандартних функцій PHP, і для їхнього написання часто застосовується об'єктно-орієнтований стиль програмування, наприклад модулі створюються у вигляді класів. Такі модулі можна включати в сценарії PHP за допомогою інструкцій include() або require().
Для мови PHP репозиторій PEAR в основному грає таку ж роль, як і архів CPAN для мови Perl.

## Приклади пакунків PEAR
- Auth. Автентифікація користувача;
- Benchmark. Калібрування продуктивності;
- DB. Забезпечення зв'язку з базою даних;
- Calendar. Календарні об'єкти та функції;
- Log. Ведення журналів.;
- Mail. Взаємодія з засобами протоколів POP, IMAP і SMTP.

## Дивись також
- PECL